# Hilal, Uludere
Hilal là một thị trấn thuộc huyện Uludere, tỉnh Şırnak, Thổ Nhĩ Kỳ. Dân số thời điểm năm 2011 là 2.324 người.